# シザーズリーグ
『シザーズリーグ』は、1999年4月からフジテレビ系列で火曜日の深夜に放送されていた番組。2000年3月28日に放送を終了した。

## 番組概要
元々はCS放送・フジテレビ721『Cawaii.Com』の1コーナーだった。石井竜也が「石井ビューティー」名義で司会を務め、都内の代表的な6つのヘアサロン（ACQUA、HAIR DIMENSION、ZACC、RITZ、anti、MINX）から精鋭の美容師を集め1対1のリーグ戦形式で対決。最終的には女性観客が「どちらの髪型に共感が持てるか」という基準で投票を行い、得票の多いほうが勝利するというシステム。番組開始の当初から人気を集め、同年7月に東京・新高輪プリンスホテルで開催されたイベントには1万円という高額な入場料にもかかわらず1万人以上の観客が集まるなど、文字通りの「カリスマ美容師」ブームを呼んだ。
1999年7月18日の『FNS27時間テレビ夢列島』にて生放送スペシャルを実施。
1999年9月、番組で人気だったカリスマ美容師の一人である青山正幸（ACQUA）が実は美容師免許を持っていなかったことが週刊誌にスクープされたことが契機となり、同年11月に『シザーズリーグ2001』としてリニューアルされた。
リニューアル後は、それまでのサロン対決制から、個人対決へと変更。番組コンセプトも「２１世紀に向けた、自己美（マインビューティー）の再発見」とし、髪を切ることから生まれるその女性本来の美しさに加え、メイク、ファッションまで含めたトータルコーディネーションとした。テーマはそれまでの「ボブ」「ショート」などの髪型ではなく、職業篇（２１世紀に相応しい「アナウンサー」「キャビンアテンダント」等）、シーズン篇（「クリスマス」「バレンタイン」等）、２１世紀に相応しいリクルートスタイル、失恋からのリカバリー、この冬流行するファッションに似合うスタイルなどバラエティ溢れる趣向を取り入れた。これらのテーマのもと毎回２名のスタイリストが、モデルをカットし、メイク・ファッションも含めたトータルコーディネーションを発表した。
審査はそれまで同様、会場に集まった２００人の観客の投票で決まり、出場者は有名スタイリストから新進気鋭の若手スタイリストまで、幅広く門戸を開放した。
リニューアル後は前記のサロン以外からも美容師を集めるようになったほか、美容学校生を対象とした「スチューデント・シザーズリーグ」を開催するなど方向転換し、番組の人気も継続していたが、2000年3月28日に番組終了となった。
番組が火付け役となった「カリスマ美容師」ブームにより、当時は高校生の間で「将来なりたい職業」として美容師が上位にランクされるようになった。

## 美容師の免許問題
この番組の地上波放映中、美容師免許の有無なども問題視され、同番組に対する評価は大きく割れた。
日本の美容学校卒業を経て美容師免許を取得しないまま実務に就き、無免許であるにもかかわらず美容を業として、メディアを使いながら手っ取り早く有名になろうとする美容関係者の存在が問題視された時期もあった。
美容師は、「美容を業とする」日本の唯一の国家資格であり、厚生労働省管轄の業務独占資格である。パーマネントウエーブ、染毛、ヘアカット、結髪、化粧、スキンケア、フェイシャルエステティック、サロンメイク、メイク講習、メイクボランティア等の方法により、容姿を美しくする専門職であり、美容師免許を有していなければ、美容を業としてはならない（美容師法第6条）。なお、業とは反復継続の意思をもって行うことで、有料・無料は問わない（美容師法、昭和32年法律第163号）。無免許のヘアメイクやメイクアップアーティスト、スキンケア、フェイシャルエステ、メイクボランティアは違法である。保健所から無許可の美容所も違法である。地域の保健所（保健センター）が所管であり、違法行為には行政指導や罰金等が発生する。